# Gabriel III de la Cueva e Girón
Gabriel III de la Cueva e Girón (Cuéllar, 1515 - Milão, 1571) foi Vice-rei de Navarra e Duque de Albuquerque. Exerceu o vice-reinado de Navarra entre 1552 e 1558. Antes dele o cargo foi exercido por Beltrán II de la Cueva y Toledo, Duque de Maqueda..